# Mistrzostwa świata w curlingu mężczyzn
Mistrzostwa świata mężczyzn w curlingu po raz pierwszy odbyły się w roku 1968, lecz w latach 1959–1967 rozgrywane były Scotch Cup, które także zaliczane są do mistrzostw świata (od 1968). W latach 1989–2004 MŚ mężczyzn i MŚ kobiet rozgrywane były jednocześnie. Od 2004 są już rozgrywane oddzielnie, przyjęto również zasadę, że Kanada będzie gospodarzem na przemian MŚ mężczyzn i MŚ kobiet.
Gdy mistrzostwa świata rozgrywano razem uczestniczyło w nich 10 krajów. Automatycznie kwalifikowały się dwie drużyny z Ameryki (automatycznie Kanada i USA), 7 najlepszych z mistrzostw Europy i mistrz Azji i strefy Pacyfiku.
Po oddzieleniu imprez liczba drużyn została zwiększona do 12. Z Ameryki kwalifikują się 2 kraje, z Europy 8 i ze strefy Pacyfiku 2. Do 2009 w Ameryce tylko dwa kraje wystawiały reprezentacje mężczyzn w curlingu (Kanada i USA), w 2008 drużynę narodową stworzyła Brazylia. W związku z zaistniałą sytuacją rozegrano challenge między USA i Brazylią.

## Wyniki
| Rok  | Kraj              | Miasto                        | Liczba drużyn | Złoto                                                                                          | Srebro                                                                                                 | Brąz |
| ---- | ----------------- | ----------------------------- | ------------- | ---------------------------------------------------------------------------------------------- | --- | --- |
| 1959 | Szkocja           | Falkirk                       | 2             | Kanada Ernie Richardson, Arnold Richardson, Garnet Richardson, Wes Richardson                  | Szkocja Willie Young, John Pearson, Jimmy Scott, Bobby Young                                           | brak |
| 1960 | Szkocja           | Falkirk                       | 2             | Kanada Ernie Richardson, Arnold Richardson, Garnet Richardson, Wes Richardson                  | Szkocja Hugh Nielson, Watson Yuill, Tom Yuill, Andrew Wilson                                           | brak |
| 1961 | Szkocja           | Ayr, Falkirk, Perth, Edynburg | 3             | Kanada Hector Gervais, Ray Werner, Vic Raymer, Wally Ursuliak                                  | Szkocja Willie McIntosh, Andrew McLaren, Jim Miller, Bob Stirrat                                       | Stany Zjednoczone Frank Crealock, Ken Sherwood, John Jamieson, Bud McCartney |
| 1962 | Szkocja           | Falkirk Edynburg              | 4             | Kanada Ernie Richardson, Arnold Richardson, Garnet Richardson, Wes Richardson                  | Stany Zjednoczone Dick Brown, Terry Kleffman, Fran Kleffman, Nick Jerulle                              | Szkocja Willie Young, John Pearson, Sandy Anderson, Bobby Young |
| 1963 | Szkocja           | Perth                         | 4             | Kanada Ernie Richardson, Arnold Richardson, Garnet Richardson, Mel Perry                       | Szkocja Chuck Hay, John Bryden, Alan Glen, James Hamilton                                              | Stany Zjednoczone Mike Slyziuk, Nelson Brown, Ernie Slyziuk, Walter Hubchick |
| 1964 | Kanada            | Calgary                       | 6             | Kanada Lyall Dagg, Leo Hebert, Fred Britton, Barry Naimark                                     | Szkocja Alex F. Torrance, Alex A. Torrance, Robert Kirkland, Jimmy Waddell                             | Stany Zjednoczone Bob Magie, Bert Payne, Russell Barber, Britton Payne |
| 1965 | Szkocja           | Perth                         | 6             | Stany Zjednoczone Bud Somerville, Bill Strum, Al Gagne, Tom Wright                             | Kanada Terry Braunstein, Don Duguid, Gordon McTavish, Ray Turnbull                                     | Szwecja Tore Rydman, Gunnar Kullendorf, Sigurd Rydén, Börje Holmgren |
| 1966 | Kanada            | Vancouver                     | 7             | Kanada Ron Northcott, George Fink, Bernie Sparkes, Fred Storey,                                | Szkocja Chuck Hay, John Bryden, Alan Glen, David Howie                                                 | Stany Zjednoczone Bruce Roberts, Joe Zbacnik, Gerry Toutant, Mike O’Leary |
| 1967 | Szkocja           | Perth                         | 8             | Szkocja Chuck Hay, John Bryden, Alan Glen, David Howie                                         | Szwecja Bob Woods, Totte Åkerlund, Bengt af Kleen, Ove Söderström                                      | Stany Zjednoczone Bruce Roberts, Tom Fitzpatrick, John Wright, Doug Walker |
| 1968 | Kanada            | Pointe Claire                 | 8             | Kanada Ron Northcott, Jimmy Shields, Bernie Sparkes, Fred Storey                               | Szkocja Chuck Hay, John Bryden, Alan Glen, David Howie                                                 | Stany Zjednoczone Bud Somerville, Bill Strum, Al Gagne, Tom Wright |
| 1969 | Szkocja           | Perth                         | 8             | Kanada Ron Northcott, Dave Gerlach, Bernie Sparkes, Fred Storey                                | Stany Zjednoczone Bud Somerville, Bill Strum, Franklin Bradshaw, Gene Oveson                           | Szkocja Bill Muirhead, George Haggart, Derek Scott, Alec Young |
| 1970 | USA               | Utica                         | 8             | Kanada Don Duguid, Rod Hunter, Jim Pettapiece, Bryan Wood                                      | Szkocja Bill Muirhead, George Haggart, Derek Scott, Murray Melville                                    | Szwecja Claes Källén, Christer Källén, Sture Lindén, Tom Schaeffer |
| 1971 | Francja           | Megève                        | 8             | Kanada Don Duguid, Rod Hunter, Jim Pettapiece, Bryan Wood                                      | Szkocja James Sanderson, Willie Sanderson, Iain Baxter, Colin Baxter                                   | Stany Zjednoczone Dale Dalziel, Dennis Melland, Clark Sampson, Rodney Melland |
| 1972 | RFN               | Garmisch-Partenkirchen        | 8             | Kanada Orest Meleschuk, Dave Romano, John Hanesiak, Pat Hailley                                | Stany Zjednoczone Robert LaBonte, Frank Aasand, John Aasand, Ray Morgan                                | RFN Manfred Räderer, Peter Jacoby, Peder Ledosquet, Hansjörg Jacoby |
| 1973 | Kanada            | Regina                        | 10            | Szwecja Kjell Oscarius, Bengt Oscarius, Tom Schaeffer, Claes-Göran Carlman                     | Kanada Harvey Mazinke, Bill Martin, George Achtymichuk, Dan Klippenstein                               | Francja Pierre Boan, André Mabboux, André Tronc, Gerard Pasquier |
| 1974 | Szwajcaria        | Berno                         | 10            | Stany Zjednoczone Bud Somerville, Bob Nichols, Bill Strum, Tom Locken                          | Szwecja Jan Ullsten, Tom Berggren, Anders Grahn, Roger Bredin                                          | Szwajcaria Peter Attinger, Bernhard Attinger, Mattias Neuenschwander, Jürg Geiler                                                                                                |
| 1975 | Szkocja           | Perth                         | 10            | Szwajcaria Otto Danieli, Roland Schneider, Rolf Gautschi, Ueli Mülli                           | Stany Zjednoczone Ed Risling, Charles Lundgren, Gary Schnee, Dave Tellvik                              | Kanada Bill Tetley, Rick Lang, Bill Hodgson, Peter Hnatiw |
| 1976 | USA               | Duluth                        | 10            | Stany Zjednoczone Bruce Roberts, Joe Roberts, Gary Kleffman, Jerry Scott                       | Szkocja Bill Muirhead, Derek Scott, Len Dudman, Roy Sinclair                                           | Szwajcaria Adolf Aerni, Martin Sägesser, Martin Plüss, Robert Stettler |
| 1977 | Szwecja           | Karlstad                      | 10            | Szwecja Ragnar Kamp, Hakan Rudström, Björn Rudström, Christer Martensson                       | Kanada Jim Ursel, Art Lobel, Don Aitken, Brian Ross                                                    | Szkocja Ken Horton, Willie Jamieson, Keith Douglas, Richard Harding |
| 1978 | Kanada            | Winnipeg                      | 10            | Stany Zjednoczone Bob Nichols, Bill Strum, Tom Locken, Bob Christman                           | Norwegia Kristian Sørum, Morten Sorum, Eigil Ramsfjell, Gunnar Meland                                  | Kanada Ed Lukowich, Mike Chernoff, Dave Johnston, Ron Schindle |
| 1979 | Szwajcaria        | Berno                         | 10            | Norwegia Kristian Sørum, Morten Sorum, Eigil Ramsfjell, Gunnar Meland                          | Szwajcaria Peter Attinger, Bernhard Attinger, Mattias Neuenschwander, Ruedi Attinger                   | Kanada Barry Fry, Bill Carey, Gordon Sparkes, Bryan Wood |
| 1980 | Kanada            | Moncton                       | 10            | Kanada Rick Folk, Ron Mills, Tom Wilson, Jim Wilson                                            | Norwegia Kristian Sørum, Eigil Ramsfjell, Gunnar Meland, Harald Ramsfjell                              | Szwajcaria Jürg Tanner, Jürg Hornisberger, Franz Tanner, Patrik Lörtscher |
| 1981 | Kanada            | London                        | 10            | Szwajcaria Jürg Tanner, Jürg Hornisberger, Patrik Lörtscher, Franz Tanner                      | Stany Zjednoczone Bob Nichols, Bud Somerville, Bob Christman, Bob Buchanan                             | Kanada Kerry Burtnyk, Mark Olson, Jim Spencer, Ron Kammerlock |
| 1982 | RFN               | Garmisch-Partenkirchen        | 10            | Kanada Al Hackner, Rick Lang, Bob Nicol, Bruce Kennedy                                         | Szwajcaria Jürg Tanner, Jürg Hornisberger, Patrik Lörtscher, Franz Tanner                              | RFN Keith Wendorf, Hans Dieter Kiesel, Sven Saile, Heiner Martin |
| 1983 | Kanada            | Regina                        | 10            | Kanada Ed Werenich, Paul Savage, John Kawaja, Neil Harrison                                    | RFN Keith Wendorf, Hans Dieter Kiesel, Sven Saile, Heiner Martin                                       | Norwegia Eigil Ramsfjell, Sjur Loen, Gunnar Meland, Bo Bakke |
| 1984 | USA               | Duluth                        | 10            | Norwegia Eigil Ramsfjell, Sjur Loen, Gunnar Meland, Bo Bakke                                   | Szwajcaria Peter Attinger, Bernhard Attinger, Werner Attinger, Kurt Attinger                           | Szwecja Connie Östlund, Per Lindeman, Carl von Wendt, Bo Andersson |
| 1985 | Szkocja           | Glasgow                       | 10            | Kanada Al Hackner, Rick Lang, Ian Tetley, Pat Perroud                                          | Szwecja Stefan Hasselborg, Mikael Hasselborg, Hans Nordin, Lars Wernblom                               | Dania Hans Gufler, Steen Hansen, Michael Sindt, Frants Gufler |
| 1986 | Kanada            | Toronto                       | 10            | Kanada Ed Lukowich, John Ferguson, Neil Houston, Brent Syme                                    | Szkocja David Smith, Hammy McMillan, Mike Hay, Peter Smith                                             | Stany Zjednoczone Steve Brown, Wally Henry, George Godfrey, Richard Maskel |
| 1987 | Kanada            | Vancouver                     | 10            | Kanada Russ Howard, Glenn Howard, Tim Belcourt, Kent Carstairs                                 | RFN Rodger Gustaf Schmidt, Wolfgang Burba, Johnny Jahr, Hans-Joachim Burba                             | Norwegia Eigil Ramsfjell, Sjur Loen, Morten Sogaard, Bo Bakke |
| 1988 | Szwajcaria        | Lozanna                       | 10            | Norwegia Eigil Ramsfjell, Sjur Loen, Morten Sogaard, Bo Bakke                                  | Kanada Pat Ryan, Randy Ferbey, Don Walchuk, Don McKenzie                                               | Szkocja David Smith, Mike Hay, Peter Smith, David Hay |
| 1989 | USA               | Milwaukee                     | 10            | Kanada Pat Ryan, Randy Ferbey, Don Walchuk, Don McKenzie, Murray Ursuliak                      | Szwajcaria Patrick Hürlimann, Andreas Hänni, Patrik Lörtscher, Mario Gross                             | Norwegia Eigil Ramsfjell, Sjur Loen, Morten Sogaard, Bo Bakke, Morten Skaug · Szwecja Thomas Norgren, Jan-Olov Nässén, Anders Lööf, Mikael Ljungberg, Peter Cederwall            |
| 1990 | Szwecja           | Västerås                      | 10            | Kanada Ed Werenich, John Kawaja, Ian Tetley, Pat Perroud, Neil Harrison                        | Szkocja David Smith, Mike Hay, Peter Smith, David Hay                                                  | Dania Tommy Stjerne, Per Berg, Peter Andersen, Ivan Frederiksen, Anders Soderblom · Szwecja Lars-Ake Nordström, Christer Ödling, Peder Flemström, Peter Nenzén, Anders Gidlund   |
| 1991 | Kanada            | Winnipeg                      | 10            | Szkocja David Smith, Graeme Connal, Peter Smith, David Hay, Mike Hay                           | Kanada Kevin Martin, Kevin Park, Dan Petryk, Don Bartlett, Jules Owchar                                | Norwegia Eigil Ramsfjell, Sjur Loen, Niclas Järund, Morten Skaug, Dagfinn Loen · Stany Zjednoczone Steve Brown, Paul Pustovar, George Godfrey, Wally Henry, Mike Fraboni         |
| 1992 | Niemcy            | Garmisch-Partenkirchen        | 10            | Szwajcaria Markus Eggler, Frédéric Jean, Stefan Hofer, Björn Schröder                          | Szkocja Hammy McMillan, Norman Brown, Gordon Muirhead, Roger McIntyre                                  | Kanada Vic Peters, Dan Carey, Chris Neufeld, Don Rudd · Stany Zjednoczone Doug Jones, Jason Larway, Joel Larway, Tom Violette                                                    |
| 1993 | Szwajcaria        | Genewa                        | 10            | Kanada Russ Howard, Glenn Howard, Wayne Middaugh, Peter Corner, Larry Merkley                  | Szkocja David Smith, Graeme Connal, Peter Smith, David Hay, Gordon Muirhead                            | Szwajcaria Dieter Wüest, Jens Piesbergen, Peter Grendelmeier, Simon Roth, Martin Zürrer · Stany Zjednoczone Scott Baird, Pete Fenson, Mark Haluptzok, Tim Johnson, Dan Haluptzok |
| 1994 | Niemcy            | Oberstdorf                    | 10            | Kanada Rick Folk, Pat Ryan, Bert Gretzinger, Gerry Richard, Ron Steinhauer                     | Szwecja Jan-Olov Nässén, Anders Lööf, Mikael Ljungberg, Leif Sätter, Örjan Jonsson                     | Niemcy Andreas Kapp, Ulrich Kapp, Oliver Axnick, Michael Schäffer, Holger Höhne · Szwajcaria Markus Eggler, Dominic Andres, Stefan Hofer, Björn Schröder, Martin Zürrer          |
| 1995 | Kanada            | Brandon                       | 10            | Kanada Kerry Burtnyk, Jeff Ryan, Rob Meakin, Keith Fenton, Denis Fillion                       | Szkocja Gordon Muirhead, Peter Loudon, Robert Kelly, Russell Keiller, Graeme Connal                    | Niemcy Andreas Kapp, Ulrich Kapp, Oliver Axnick, Holger Höhne, Michael Schäffer                                                                                                  |
| 1996 | Kanada            | Hamilton                      | 10            | Kanada Jeff Stoughton, Ken Tresoor, Garry Vandenberghe, Steve Gould, Darryl Gunnlaugson        | Szkocja Warwick Smith, David Smith, Peter Smith, David Hay, Richard Dickson                            | Szwajcaria Patrick Hürlimann, Patrik Lörtscher, Daniel Gutknecht, Diego Perren, Stephan Keiser                                                                                   |
| 1997 | Szwajcaria        | Berno                         | 10            | Szwecja Peja Lindholm, Tomas Nordin, Magnus Swartling, Peter Narup, Marcus Feldt               | Niemcy Andreas Kapp, Ulrich Kapp, Oliver Axnick, Holger Höhne, Michael Schäffer                        | Szkocja Hammy McMillan, Norman Brown, Mike Hay, Brian Binnie, Peter Loudon |
| 1998 | Kanada            | Kamloops                      | 10            | Kanada Wayne Middaugh, Graeme McCarrel, Ian Tetley, Scott Bailey, David Carruthers             | Szwecja Peja Lindholm, Tomas Nordin, Magnus Swartling, Peter Narup, Marcus Feldt                       | Finlandia Markku Uusipaavalniemi, Wille Mäkelä, Tommi Häti, Jari Laukkanen, Jussi Uusipaavalniemi                                                                                |
| 1999 | Kanada            | Saint John                    | 10            | Szkocja Hammy McMillan, Warwick Smith, Ewan MacDonald, Peter Loudon, Gordon Muirhead           | Kanada Jeff Stoughton, Jonathan Mead, Garry Vandenberghe, Doug Armstrong, Steve Gould                  | Szwajcaria Patrick Hürlimann, Dominic Andres, Martin Romang, Diego Perren, Patrik Lörtscher                                                                                      |
| 2000 | Szkocja           | Glasgow                       | 10            | Kanada Greg McAulay, Brent Pierce, Bryan Miki, Jody Sveistrup, Darin Fenton                    | Szwecja Peja Lindholm, Tomas Nordin, Magnus Swartling, Peter Narup, Marcus Feldt                       | Finlandia Markku Uusipaavalniemi, Wille Mäkelä, Tommi Häti, Jari Laukkanen, Perttu Piilo                                                                                         |
| 2001 | Szwajcaria        | Lozanna                       | 10            | Szwecja Peja Lindholm, Tomas Nordin, Magnus Swartling, Peter Narup, Anders Kraupp              | Szwajcaria Christof Schwaller, Andreas Schwaller, Damian Grichting, Markus Eggler, Marco Ramstein      | Norwegia Pål Trulsen, Lars Vaagberg, Flemming Davanger, Bent Aanund Ramsfjell, Tore Torvbråten                                                                                   |
| 2002 | USA               | Bismarck                      | 10            | Kanada David Nedohin, Randy Ferbey, Scott Pfeifer, Marcel Rocque, Dan Holowaychuk              | Norwegia Pål Trulsen, Lars Vaagberg, Flemming Davanger, Bent Aanund Ramsfjell, Niels Siggaard Andersen | Szkocja Warwick Smith, Norman Brown, Ewan MacDonald, Peter Loudon, Tom Brewster                                                                                                  |
| 2003 | Kanada            | Winnipeg                      | 10            | Kanada David Nedohin, Randy Ferbey, Scott Pfeifer, Marcel Rocque, Dan Holowaychuk              | Szwajcaria Ralph Stöckli, Claudio Pescia, Pascal Sieber, Simon Strübin, Marco Battilana                | Norwegia Pål Trulsen, Lars Vaagberg, Flemming Davanger, Bent Aanund Ramsfjell, Niels Siggaard Andersen                                                                           |
| 2004 | Szwecja           | Gävle                         | 10            | Szwecja Peja Lindholm, Tomas Nordin, Magnus Swartling, Peter Narup, Anders Kraupp              | Niemcy Sebastian Stock, Daniel Herberg, Stephan Knoll, Markus Messenzehl, Patrick Hoffman              | Kanada Mark Dacey, Bruce Lohnes, Robert Harris, Andrew Gibson, Mathew Harris |
| 2005 | Kanada            | Victoria                      | 12            | Kanada David Nedohin, Randy Ferbey, Scott Pfeifer, Marcel Rocque, Dan Holowaychuk              | Szkocja David Murdoch, Craig Wilson, Neil Murdoch, Euan Byers, Ewan MacDonald                          | Niemcy Andreas Kapp, Ulrich Kapp, Oliver Axnick, Holger Höhne, Andreas Kempf |
| 2006 | USA               | Lowell                        | 12            | Szkocja David Murdoch, Ewan MacDonald, Warwick Smith, Euan Byers, Peter Smith                  | Kanada Jean-Michel Ménard, Francois Roberge, Eric Sylvain, Maxime Elmaleh, Jean Gagnon                 | Norwegia Thomas Ulsrud, Torger Nergård, Thomas Due, Jan Thoresen, Christoffer Svae                                                                                               |
| 2007 | Kanada            | Edmonton                      | 12            | Kanada Glenn Howard, Richard Hart, Brent Laing, Craig Savill, Stephen Bice                     | Niemcy Andreas Kapp, Ulrich Kapp, Andreas Lang, Andreas Kempf, Holger Höhne                            | Stany Zjednoczone Todd Birr, Bill Todhunter, Greg Johnson, Kevin Birr, Zach Jacobson                                                                                             |
| 2008 | USA               | Grand Forks                   | 12            | Kanada Kevin Martin, John Morris, Marc Kennedy, Ben Hebert, Adam Enright                       | Szkocja David Murdoch, Graeme Connal, Peter Smith, Euan Byers, Peter Loudon                            | Norwegia Thomas Ulsrud, Torger Nergård, Christoffer Svae, Håvard Petersson, Thomas Due                                                                                           |
| 2009 | Kanada            | Moncton                       | 12            | Szkocja David Murdoch, Ewan MacDonald, Peter Smith, Euan Byers, Graeme Connal                  | Kanada Kevin Martin, John Morris, Marc Kennedy, Ben Hebert, Terry Meek                                 | Norwegia Thomas Ulsrud, Torger Nergård, Christoffer Svae, Håvard Petersson, Thomas Løvold                                                                                        |
| 2010 | Włochy            | Cortina d’Ampezzo             | 12            | Kanada Kevin Koe, Blake MacDonald, Carter Rycroft, Nolan Thiessen, Jamie King                  | Norwegia Torger Nergård, Thomas Løvold, Christoffer Svae, Håvard Vad Petersson                         | Szkocja Warwick Smith, David Smith, Craig Wilson, Ross Hepburn, David Murdoch |
| 2011 | Kanada            | Regina                        | 12            | Kanada Jeff Stoughton, Jon Mead, Reid Carruthers, Steve Gould, Garth Smith                     | Szkocja Tom Brewster, Greg Drummond, Scott Andrews, Michael Goodfellow, Duncan Fernie                  | Szwecja Niklas Edin, Sebastian Kraupp, Fredrik Lindberg, Viktor Kjäll, Oskar Eriksson                                                                                            |
| 2012 | Szwajcaria        | Bazylea                       | 12            | Kanada Glenn Howard, Wayne Middaugh, Brent Laing, Craig Savill, Scott Howard                   | Szkocja Tom Brewster, Greg Drummond, Scott Andrews, Michael Goodfellow, David Edwards                  | Szwecja Sebastian Kraupp, Fredrik Lindberg, Viktor Kjäll, Oskar Eriksson, Niklas Edin                                                                                            |
| 2013 | Kanada            | Victoria                      | 12            | Szwecja Niklas Edin, Sebastian Kraupp, Fredrik Lindberg, Viktor Kjäll, Oskar Eriksson          | Kanada Brad Jacobs, Ryan Fry, E.J. Harnden, Ryan Harnden, Matt Dumontelle                              | Szkocja David Murdoch, Tom Brewster, Scott Andrews, Michael Goodfellow, Greg Drummond                                                                                            |
| 2014 | Chiny             | Pekin                         | 12            | Norwegia Thomas Ulsrud, Torger Nergård, Christoffer Svae, Håvard Vad Petersson, Markus Høiberg | Szwecja Oskar Eriksson, Kristian Lindström, Markus Eriksson, Christoffer Sundgren, Gustav Eskilsson    | Szwajcaria Benoît Schwarz, Peter de Cruz, Dominik Märki, Valentin Tanner, Claudio Pätz                                                                                           |
| 2015 | Kanada            | Halifax                       | 12            | Szwecja Niklas Edin, Oskar Eriksson, Kristian Lindström, Christoffer Sundgren, Henrik Leek     | Norwegia Thomas Ulsrud, Torger Nergård, Christoffer Svae, Håvard Vad Petersson, Markus Høiberg         | Kanada Pat Simmons, John Morris, Carter Rycroft, Nolan Thiessen, Thomas Sallows                                                                                                  |
| 2016 | Szwajcaria        | Bazylea                       | 12            | Kanada Kevin Koe, Marc Kennedy, Brent Laing, Ben Hebert, Scott Pfeifer                         | Dania Rasmus Stjerne, Johnny Frederiksen, Mikkel Poulsen, Troels Harry, Oliver Dupont                  | Stany Zjednoczone John Shuster, Tyler George, Matthew Hamilton, John Landsteiner, Kroy Nernberger                                                                                |
| 2017 | Kanada            | Edmonton                      | 12            | Kanada Brad Gushue, Mark Nichols, Brett Gallant, Geoff Walker, Tom Sallows                     | Szwecja Niklas Edin, Oskar Eriksson, Rasmus Wranå, Christoffer Sundgren, Henrik Leek                   | Szwajcaria Benoît Schwarz, Claudio Pätz, Peter de Cruz, Valentin Tanner, Romano Meier                                                                                            |
| 2018 | Stany Zjednoczone | Las Vegas                     | 13            | Szwecja Niklas Edin, Oskar Eriksson, Rasmus Wranå, Christoffer Sundgren, Henrik Leek           | Kanada Brad Gushue, Mark Nichols, Brett Gallant, Geoff Walker, Tom Sallows                             | Szkocja Bruce Mouat, Grant Hardie, Bobby Lammie, Hammy Jr McMillan, Ross Paterson                                                                                                |
| 2019 | Kanada            | Lethbridge                    | 13            | Szwecja Niklas Edin, Oskar Eriksson, Rasmus Wranå, Christoffer Sundgren, Daniel Magnusson      | Kanada Kevin Koe, BJ Neufeld, Colton Flasch, Ben Hebert, Ted Appelman                                  | Szwajcaria Benoît Schwarz, Sven Michel, Peter de Cruz, Valentin Tanner, Claudio Pätz                                                                                             |
| 2020 | Szkocja           | Glasgow                       | 13            | Mistrzostwa zostały odwołane z powodu pandemii COVID-19.                                       | Mistrzostwa zostały odwołane z powodu pandemii COVID-19.                                               | Mistrzostwa zostały odwołane z powodu pandemii COVID-19. |
| 2021 | Kanada            | Calgary                       | 14            | Szwecja Niklas Edin, Oskar Eriksson, Rasmus Wranå, Christoffer Sundgren, Daniel Magnusson      | Szkocja Bruce Mouat, Grant Hardie, Bobby Lammie, Hammy Jr McMillan, Ross Whyte                         | Szwajcaria Benoît Schwarz, Sven Michel, Peter de Cruz, Valentin Tanner, Pablo Lachat                                                                                             |
| 2022 | Stany Zjednoczone | Las Vegas                     | 13            | Szwecja Niklas Edin, Oskar Eriksson, Rasmus Wranå, Christoffer Sundgren, Daniel Magnusson      | Kanada Brad Gushue, Mark Nichols, Brett Gallant, Geoff Walker, Eric Harnden                            | Włochy Joël Retornaz, Amos Mosaner, Sebastiano Arman, Simone Gonin, Mattia Giovanella                                                                                            |
| 2023 | Kanada            | Ottawa                        | 13            | Szkocja Bruce Mouat, Grant Hardie, Bobby Lammie, Hammy McMillan Jr., Kyle Waddell              | Kanada Brad Gushue, Mark Nichols, E.J. Harnden, Geoff Walker, Ryan Harnden                             | Szwajcaria Benoît Schwarz, Yannick Schwaller, Sven Michel, Pablo Lachat |
| 2024 | Szwajcaria        | Szafuza                       | 13            | Szwecja Niklas Edin, Oskar Eriksson, Rasmus Wranå, Christoffer Sundgren, Daniel Magnusson      | Kanada Brad Gushue, Mark Nichols, E.J. Harnden, Geoff Walker, Kyle Doering                             | Włochy Joël Retornaz, Amos Mosaner, Sebastiano Arman, Mattia Giovanella, Francesco De Zanna                                                                                      |
| 2025 | Kanada            | Moose Jaw                     | 13            | Szkocja Bruce Mouat, Grant Hardie, Bobby Lammie, Hammy McMillan Jr., Kyle Waddell              | Szwajcaria Benoît Schwarz, Yannick Schwaller, Sven Michel, Pablo Lachat,Kim Schwaller                  | Kanada Brad Jacobs, Marc Kennedy, Brett Gallant, Ben Hebert, Tyler Tardi |

## Klasyfikacja medalowa
| Kraj              | Złoto | Srebro | Brąz | Razem |
| ----------------- | ----- | ------ | ---- | ----- |
| Kanada            | 35    | 14     | 8    | 57    |
| Szwecja           | 12    | 8      | 7    | 27    |
| Szkocja           | 6     | 21     | 9    | 37    |
| Stany Zjednoczone | 4     | 5      | 12   | 21    |
| Norwegia          | 4     | 5      | 9    | 18    |
| Szwajcaria        | 3     | 7      | 12   | 22    |
| Niemcy            | –     | 5      | 5    | 10    |
| Dania             | –     | –      | 2    | 2     |
| Finlandia         | –     | –      | 2    | 2     |
| Włochy            | –     | –      | 2    | 2     |
| Francja           | –     | –      | 1    | 1     |

## Oficjalna nazwa
Na przestrzeni lat mistrzostwa świata miały wiele oficjalnych nazw pochodzących głównie od sponsorów zawodów:
- 1959–1967: Scotch Cup
- 1968–1985: Air Canada Silver Broom
- 1986–1988: Hexagon World Curling Championships
- 1989–1990: WCF World Curling Championships
- 1991–1992: Safeway World Curling Championship
- 1993–1994: WCF World Curling Championships
- 1995–2004: Ford World Curling Championships
- od 2005: Ford World Men’s Curling Championship (lata nieparzyste, gdy MŚ rozgrywane są w Kanadzie)
- od 2006: World Men’s Curling Championship (lata parzyste)